# カーリー・クーリ
カーリー・クーリ（Callie Khouri、1957年11月27日 - ）はアメリカ合衆国の脚本家、プロデューサー、映画監督。

## 人物
1992年、映画『テルマ&ルイーズ』でアカデミー脚本賞を獲得。この映画は当時ジェンダーの描写の問題により物議を醸したが、後に名作とされるようになった。2012年10月10日、ABCの連続テレビドラマ『ナッシュビル』のプレミアが放送され好評であった。

## 生い立ち
テキサス州サンアントニオ生まれ。レバノン系ユダヤ人の子孫である。ケンタッキー州パデューカのセント・メアリー高等学校卒業後、パデュー大学で景観設計を学んでいたが、演劇に興味を持つようになっていった。大学卒業後、ロサンゼルスのリー・ストラスバーグ劇場研究所に入った。1990年6月2日、作家およびプロデューサーのデイヴィッド・ウィーヴァー・ウォーフィールドと結婚。彼女はパデュー大学で演劇を専攻し、リー・ストラスバーグ劇場研究所での学習をさらに深めていった。1991年から映画製作会社で働き始める。1996年から1998年、および2000年から2002年、全米脚本家組合(WGA)の役員となり、2001年から2004年、脚本家協会基金の評議員を務めた。また彼女はハリウッド女性政治委員会、Fairness and Accuracy in Reporting  Women's Media Watch Project のメンバーでもある。彼女は現在T・ボーン・バーネットと結婚している。

## 経歴
カーリー・クーリは現在脚本家、映画監督、プロデューサー、ノンフィクション作家として活動している。また、女優、非常勤講師、そしてナッシュビルでウェイトレスの経験もある。コマーシャルや音楽ビデオの製作会社に勤務していた頃、彼女が初めてプロデュースした映画『テルマ&ルイーズ』の脚本を書き始めた。彼女は『テルマ&ルイーズ』の脚本でアカデミー賞脚本賞、ゴールデングローブ賞、アメリカ・ペン・センター(PEN)文学賞、およびロンドン映画批評家協会賞最優秀映画賞を受賞し、英国映画テレビ芸術アカデミー賞脚本賞を受賞。アカデミー賞の授賞式で彼女は「『テルマ&ルイーズ』のハッピーエンドを見たかったみなさん、私にとってはこれがそうです。」と語りオスカー像を高々と掲げた。
彼女の脚本家としての2作目の作品は1995年のロマンティック・コメディ映画『愛に迷った時』で評論家からの意見は様々であった。2002年6月、同名小説からの映画化『ヤァヤァ・シスターズの聖なる秘密』で監督デビューし、世界中で73,839,240ドルの興行収入を挙げた。公開直後の週末の興行ランキングでは第2週の『トータル・フィアーズ』に続き第2位であった。2008年、ダイアン・キートン、クイーン・ラティファ、ケイティ・ホームズ主演の『デンジャラスな妻たち』を監督した。2012年、コニー・ブリットン、ヘイデン・パネッティーア主演のABCのドラマ『ナッシュビル』で脚本とプロデュースを担当している。

## 作品
| 年   | 題名                                                                    | 役職 | 役職     | 役職         |
| 年   | 題名                                                                    | 監督 | 脚本     | プロデュース |
| ---- | ----------------------------------------------------------------------- | ---- | -------- | ------------ |
| 1987 | アリア Aria                                                             | No   | No       | Yes          |
| 1991 | テルマ&ルイーズ Thelma & Louise                                         | No   | Yes      | Yes          |
| 1995 | 愛に迷った時 Something to Talk About                                    | No   | Yes      | No           |
| 2002 | ヤァヤァ・シスターズの聖なる秘密 Divine Secrets of the Ya-Ya Sisterhood | Yes  | Yes      | Yes          |
| 2006 | Hollis & Rae                                                            | Yes  | Yes      | Yes          |
| 2008 | デンジャラスな妻たち Mad Money                                          | Yes  | No       | No           |
| 2012 | ナッシュビル Nashville                                                  | No   | Yes      | Yes          |
| 2021 | リスペクト Respect                                                      | No   | 原案のみ | No           |

## 受賞歴
| 受賞およびノミネート | 受賞およびノミネート               | 受賞およびノミネート     | 受賞およびノミネート | 受賞およびノミネート |
| 年                   | 賞                                 | 部門                     | 題名                 | 結果                 |
| -------------------- | ---------------------------------- | ------------------------ | -------------------- | -------------------- |
| 1991                 | ペン・センター・アメリカ西部文学賞 | 脚本賞                   | テルマ&ルイーズ      | 受賞                 |
| 1991                 | シカゴ映画批評家協会賞             | 脚本賞                   | テルマ&ルイーズ      | ノミネート           |
| 1991                 | 全米脚本家組合賞                   | 脚本賞                   | テルマ&ルイーズ      | 受賞                 |
| 1991                 | ゴールデングローブ賞               | 脚本賞                   | テルマ&ルイーズ      | 受賞                 |
| 1991                 | 英国アカデミー賞                   | オリジナル脚本賞         | テルマ&ルイーズ      | ノミネート           |
| 1991                 | アカデミー賞                       | 脚本賞                   | テルマ&ルイーズ      | 受賞                 |
| 2012                 | サテライト賞                       | ドラマシリーズ賞         | ナッシュビル         | ノミネート           |
| 2012                 | ピープルズ・チョイス・アワード     | 新テレビ・ドラマ賞       | ナッシュビル         | ノミネート           |
| 2012                 | 全米脚本家組合賞                   | 新ドラマ・シリーズ脚本賞 | ナッシュビル         | 未決定               |